# Wojciech Tajner
Pour les articles homonymes, voir Tajner.
Wojciech Tajner (né le 24 juin 1980) est un sauteur à ski polonais.

## Coupe du Monde
- Meilleur classement final: 67e en 2004[réf. nécessaire].
- Meilleur résultat: 24e[réf. nécessaire].